# 神崎忠男
神崎 忠男（かんざき ただお、1940年〈昭和15年〉5月15日 - ）は、日本の登山家、冒険家。登山界のリーダー、山岳団体の要職を務めた人物である。
東京都出身。日本大学山岳部出身。

## 経歴
- 1940年5月、東京都に生まれる
- 1963年、日本大学経済学部卒業。在学中は山岳部に所属
- 1966年、日大北極圏グリーンランド登山隊に参加
- 1970年、日本山岳会エベレスト登山隊に参加
- 1976年、パミール・コミュニズム峰遠征隊に参加
- 1980年、日本山岳会チョモランマ登山隊に参加
- 1988年、日本山岳会三国友好登山隊に参加
- 1991年、シルバータートル、チョー・オーユー隊　隊長
- 1991年、スポーツクライミングワールドカップ東京開催
- 1991年、国際山岳自然環境シンポジウム開催
- 1992年、国際山岳連盟（UIAA）松本総会開催
- 1995年、日大エベレスト（北東稜）登山隊　隊長
- 1999年、日大学生メラピーク登山隊に参加

## 主な功績
- 日本山岳会副会長を務める
- 日本山岳協会会長を務める
- アジア山岳連盟（UAAA）の設立に参加（1994年）
- 日本ヒマラヤン・アドベンチャー・トラスト(HAT-J)会長（1991年）
- 国際山岳連盟（UIAA）の総会や理事会に20年以上にわたり日本代表として参加
- 国際山岳連盟(UIAA)功労賞受賞
- アジア山岳連盟(UAAA)からピオレドール賞を受賞

## 登山活動
神崎は、エベレストに4回挑戦したが頂上には到達できず、自身を「悲劇の登山家」と呼んでいた。1970年のエベレスト登山では滑落事故を経験し、1980年のチョモランマ登山では急性心筋梗塞を発症した。
NHK文化センター、読売日本テレビ文化センター、昭和女子大オープンカレッジ各登山教室講師
軽登山靴クラブ会長　
太郎と花子山の会会長
ジャックアンドベティ山の会会長
数多くの世界の登山、トラッキングを会員を連れて挑戦
韓国(北漢山、智異山、月出山、道峰山、漢拏山、雪岳山)、中国(雪宝頂)、台湾(玉山、雪山、南湖大山、中央尖山)、香港(海の見える山)、ロシア(アパチャ山)、トルコ(カッパドキア)、カンボジア、イタリア(ドロミテ)、グルジア(コーカサス)、スペイン(ピレネー山脈)、カザフスタン(天山)、アメリカ(グランドキャニオン、ヨセミテ国立公園)、イギリス(ウェールズ)、南極など

### 晩年の活動
2019年時点で79歳であったが、月に10〜15日は古い友人たちと山歩きを楽しんでいた。2020年東京オリンピックでのスポーツクライミング競技の多摩地区誘致に尽力した。また、山岳環境保護活動やアジアの若者向け環境活動に注力した[3][4]。
神崎は、「自然を大切に、仲間を大切に、生命を大切に」という言葉で、登山者としての哲学を表現している[3]。